# 高垣善一
高垣 善一（たかがき ぜんいち、1898年〈明治31年〉2月25日 - 1966年〈昭和41年〉5月31日）は、日本の政治家。長男は元和歌山市議会議員の高垣弼。曾孫はテレビ朝日アナウンサーの島本真衣。

## 生涯
1898年（明治31年）2月25日、和歌山県有田郡田殿村（現在の有田川町）で高垣紋之助の長男として生まれる。父が事業に失敗したため、1912年（明治45年）から地元の郵便局に勤務し、新宮郵便局、和歌山郵便局を経て、大阪中央電話局に転任した。1916年（大正5年）、退職して南海鉄道に入社したが、1918年（大正7年）には鉄道院に転職した。
1925年（大正14年）からは和歌山市三番丁の中村愛三郎法律事務所に勤め、関西大学で法律学や政治学について学んだ。1932年（昭和7年）に専門部を、1935年（昭和10年）に法文学部法律学科を、1939年（昭和14年）には経商学部経済学科を卒業した。大学在学中の1933年（昭和8年）から政治活動を始め、同年に和歌山市会議員に初当選して以後3選し、在任中は副議長や議長を務めた。1939年（昭和14年）10月、和歌山県議会議員（和歌山市選挙区）に初当選し、1946年（昭和21年）には参事会員に選ばれている。
戦後、初の和歌山市長選挙に立候補し、初当選して初代公選市長となった。任期中は上水道をはじめとするライフラインの回復や文化厚生施設の充実などに力を注ぎ、大都市構想の実現に努力した。また、1950年代から和歌山市の発展のために周辺14ヶ町村の大合併を行い、1958年（昭和33年）には和歌山大空襲で焼失した和歌山城を和歌山市の発展の希望塔として再建した。
1963年（昭和38年）9月11日、建設省近畿地方建設局の汚職事件に関与し、収賄罪の容疑で大阪府警に逮捕され、高垣は和歌山市内の道路工事の指名競争入札で便宜を図り謝礼として現金計210万円を受け取ったことを認めている。大阪府警は9月13日に大阪地検に送検。9月30日に処分保留のまま釈放されたが、10月23日には収賄罪で大阪地裁に起訴され、1964年（昭和39年）10月3日からは「汚職市長リコール運動本部」がリコール運動を始め、11月8日には和歌山市選管委に7万2,631人分の署名を提出したが、請求代表者の一人が国家公務員のため失格となり、署名は全部無効とされた。なお、和歌山市選管委は1964年（昭和39年）10月3日に請求代表者が適格であるとの証明書を出しており、杜撰な対応として批判された。
高垣は『情と非情の記』という冊子の中で「自分が収賄事件で起訴されたのは全く反対党の政治謀略である」と潔白を主張したが、公判中の1966年（昭和41年）5月31日午後5時25分に脳出血のため和歌山市金龍寺町6番地の自宅で急死した。68歳没。6月16日に和歌山市七番丁の和歌山市民会館で市葬が営まれた。死後、生前の功績により正五位勲三等に叙せられ、和歌山市名誉市民となった。
高垣は和歌山の実力市長と呼ばれ、小野真次知事の引退が予想される1967年（昭和42年）の和歌山県知事選に意欲を示していた。